# Sanzana
Sanzana é uma comuna rural do sul do Mali da circunscrição de Sicasso e região de Sicasso. Segundo censo de 1998, havia 8 053 residentes, enquanto segundo o de 2009, havia 11 214. A comuna inclui 8 vilas.

## História
Em 1858, após destruir Cuguolo, o fama Daulá Traoré (r. 1845–1860) do Reino de Quenedugu marchou contra Sanzana, cuja população, temerosa, decide pagar alto preço e é poupada.